# Mycetophila clydeae
Mycetophila clydeae är en tvåvingeart som beskrevs av Duret 1986. Mycetophila clydeae ingår i släktet Mycetophila och familjen svampmyggor. Inga underarter finns listade i Catalogue of Life.